# ريما فايز تيم
ريما فايز تيّم أستاذة جامعية حاصلة على بكالوريوس في الكيمياء الحيوية وعلى درجتي الماجستير والدكتوراة في التغذية البشرية من الجامعة الأردنية.
وهي أستاذة في قسم التغذية والتصنيع الغذائي في الجامعة الأردنية منذ عام 2016. كانت قبل ذلك أستاذة التغذية السريرية والحميات في قسم التغذية السريرية والحميات التابع لكلية العلوم الطبية التطبيقية في الجامعة الهاشمية منذ عام 2001.
تشمل اهتماماتها البحثية تحديد درجة سوء التغذية لمرضى الكلى في مراحلهم النهائية، وتشمل كذلك تطوير الاستبيانات الغذائية والتغذية والسرطان. 
وتشغل ريما تيّم منصب رئيسة تحرير مجلة التغذية الباكستانية. 